# Anselmo Guinea

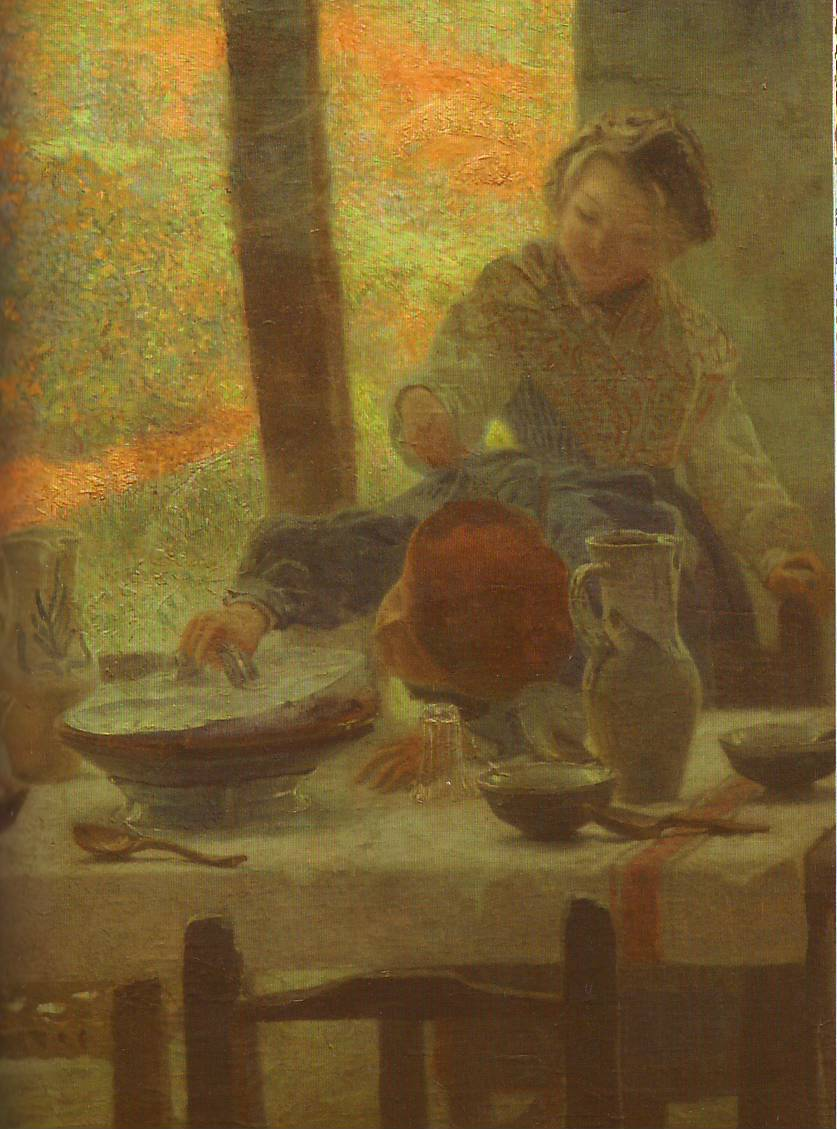
Cristiano, 1897.

Anselmo Guinea y Ugalde – hiszpański malarz pochodzący z Kraju Basków.
Pochodził z Bilbao, ale przeniósł się do Madrytu aby uczyć się malarstwa w pracowni Federica Madrazo. W 1876 r. wrócił do rodzinnego miasta, gdzie pracował w Escuela de Artes y Oficios. W 1890 r. razem z Manuelem Losadą wyjechał do Paryża, gdzie studiował na Akademii Gerveix i zainteresował się impresjonizmem. Studiował również w Rzymie, skąd wysyłał prace na Krajową Wystawę Sztuk Pięknych.

## Wybrane dzieła
- Autoportret, ok. 1875.
- Aurresku
- Juan Zuria jurando defender la independencia de Bizkaia, 1882.
- La Tarantela, 1884.
- Pescadora, ok. 1888.
- La sirga, ok. 1892.
- Cristiano, ok. 1897.
- Responso, ok. 1898.
- Alegoría de Bizkaia (witraż), 1900.
- Gente. Un puente en Roma, 1904.
- Recuerdos de Capri
- El matrimonio de un faraón